# Barney Harwood
Barney Harwood (7 november 1979 in Blackpool, Engeland) is een Engels presentator en acteur voor CBBC. Hij speelde in de televisieseries als Prank Patrol, Doctor Who, Crush, The Sorcerer's Apprentice, Smile en Bear Behaving Badly. Verder presenteert hij ook radioprogramma's en speelt hij gitaar, piano en keyboard. Voor Bear Behaving Badly componeerde hij zelf de muziek.